# جنی تامبوری
جنی تامبوری (ایتالیایی: Jenny Tamburi؛ ‏ ۲۷ نوامبر ۱۹۵۲ – ۱ مارس ۲۰۰۶) بازیگر اهل ایتالیا بود.
از فیلم‌های او می‌توان به پیرینو، آفتی برای رهایی، فرانکشتاین به سبک ایتالیایی – مرا بگیر، شکنجه‌ام کن، چون دچار عشق سوزانم!، اغواگری، فیورینا، گاو ماده، اعترافات یک زن خانه‌دار ناکام، میل به تماشا، زنان زندانی بند ۷، شیرین‌بیان، مرگ مشکوک یک دختر کم سن‌وسال و رسوایی در خانواده اشاره کرد.